# 2a edició dels Premis Mestre Mateo
La 2a edició dels premis Mestre Mateo fou celebrada el 26 de juny de 2004 per guardonar les produccions audiovisuals de Galícia del 2003. Durant la cerimònia, l'Academia Galega do Audiovisual va presentar els Premis Mestre Mateo en 25 categories. La gala va tenir lloc al Pazo de Congresos de Santiago de Compostel·la, fou presentada per Javier Veiga i retransmesa en directe per Televisión de Galicia.

## Premis

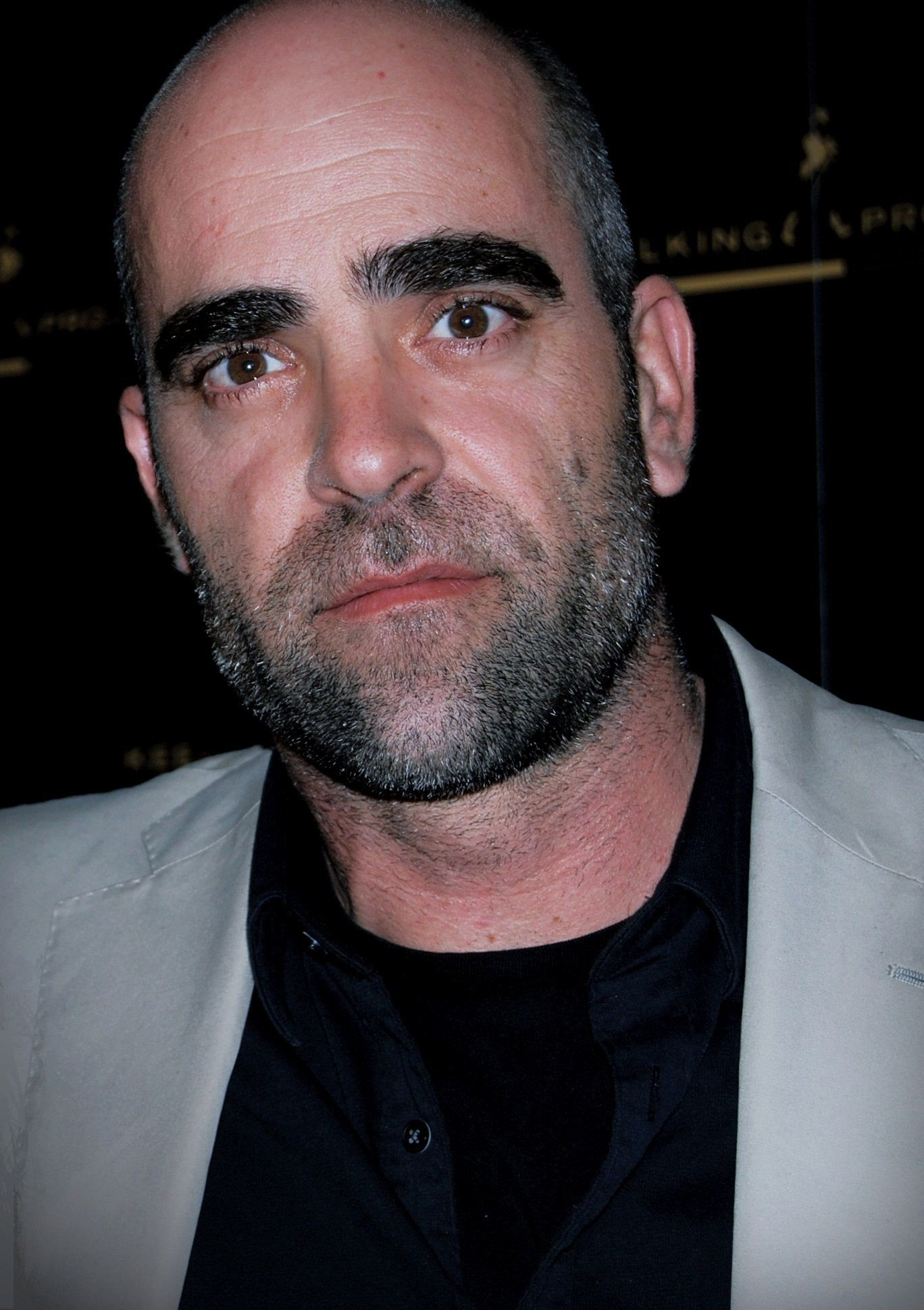
Luís Tosar, Millor actor.

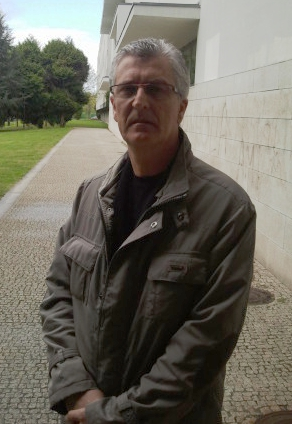
Antonio Mourelos, Millor actor secundari.

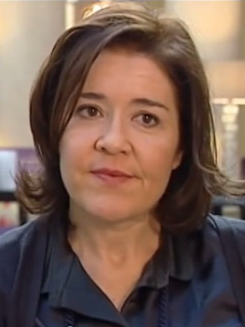
María Pujalte, millor actriu secundària.

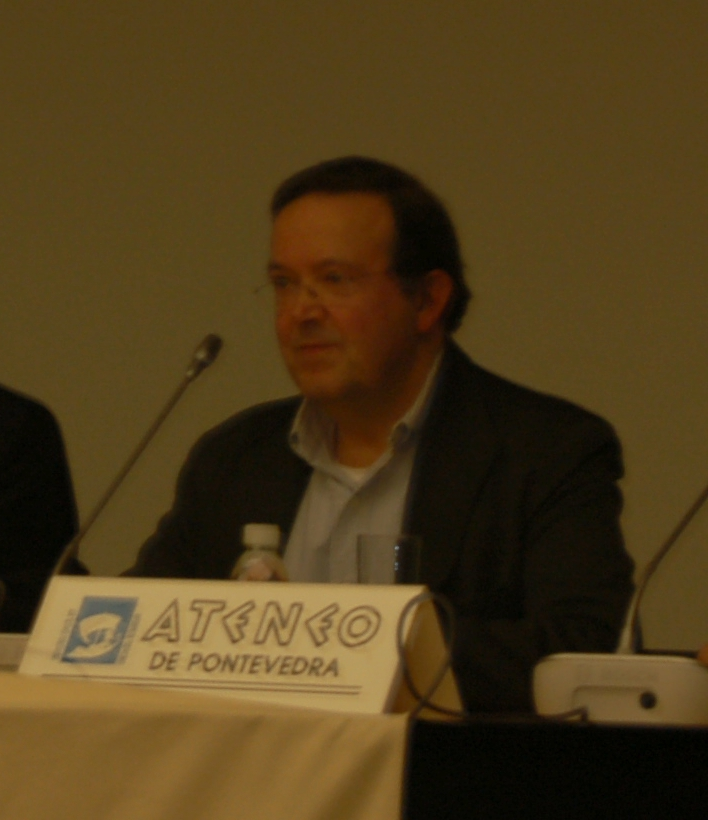
Luís Álvarez Pousa, premi d'Honor.

Els guanyadors són els que apareixen en primer lloc i destacats en negreta.
| Millor pel·lícula | Millor director |
| --- | --- |
| - Trece badaladas – Elías Querejeta - O lapis do carpinteiro – Juan Gordón i Antón Reixa - O Cid, a lenda – Filmax Animation - O agasallo de Silvia – Lorelei Producciones | - Carlos Amil – Blanca Madison - Antón Reixa – O lapis do carpinteiro - Gustavo Balza – Secuestrados en Xeorxia - Xavier Villaverde – Trece badaladas                                                                                            |
| Millor actor | Millor actriu |
| - Luís Tosar – O agasallo de Silvia com Carlos O lapis do carpinteiro com Herbal Trece badaladas com Mateo - Alfonso Agra – Terra de Miranda comoSilvino - Manuel Cortés – As leis de Celavella comoPaulo Veiga - Antonio Durán "Morris" – Pratos combinados com Antón Santos - Chete Lera – Secuestrados en Xeorxia com Francisco Rodríguez | - Eva Fernández – As leis de Celavella com Matilde - Beatriz Santana – Secuestrados en Xeorxia com Bea - María Bouzas – Terra de Miranda com Carmela - Maxo Barjas – O lapis do carpinteiro com Laura                                            |
| Millor actor secundari | Millor actriu secundària |
| - Antonio Mourelos – As leis de Celavella com Pombo - Carlos Blanco – O lapis do carpinteiro com Pintor - Miguel de Lira – O agasallo de Silvia com Iñaki - Xosé Manuel Olveira "Pico" – Blanca Madison com | - María Pujalte – O lapis do carpinteiro com Beatriz - Camila Bossa – As leis de Celavella com Inés - María Bouzas – Blanca Madison com - Rosa Álvarez – Trece badaladas com Aura O agasallo de Silvia com Rosa                                  |
| Millor guió | Millor realitzador |
| - As leis de Celavella – Cheche Carmona, Eligio R. Montero i Puri Seixido - Blanca Madison – Carlos Amil, Daniel Domínguez i Xan Cejudo - Trece badaladas – Xavier Villaverde - O lapis do carpinteiro – Xosé Morais i Antón Reixa | - Terra de Miranda – Carlos Sedes i Marisol Torreiro - Rías Biaxas – Gerardo Rodríguez - Superpartes – José Villaverde - As viaxeiras da Lúa – Valentín Carrera                                                                                  |
| Millor film de televisió | Millor documental |
| - Secuestrados en Xeorxia – Filmanova S.L. - Cota Vermella – Zenit Televisión - O ladrón de reliquias – Lugo Press S.A. – CTV - Xogo de mentiras – Continental – Oyeron – TVG – TV3 | - Muxía, política na costa da morte – Zopilote S.L. - O que dís que dín – Voz Audiovisual S.A. - Pucho Boedo, un crooner na fin do mundo – Voz Audiovisual S.A. - Terras de Merlín – Productora Faro – TVG                                       |
| Millor sèrie de televisió | Millor programa de televisió |
| - As leis de Celavella – Voz Audiovisual - As viaxeiras da Lúa – Ibisa TV - Rías Baixas – Zenit Televisión – Continental - Terra de Miranda – Voz Audiovisual e TVG | - Galicia Visual – Adivina Producciones - En Xogo – TVG - Luar – TVG - Galicia Noticias – TVG |
| Millor direcció de producció | Millor direcció artística |
| - María Liaño – O lapis do carpinteiro Secuestrados en Xeorxia - Alfonso Blanco – As leis de Celavella - Inmaculada Castaño – As viaxeiras da Lúa - Luis Daura – El Cid: La leyenda | - Antonio Pereira – As leis de Celavella - Alexandra Fernández – Secuestrados en Xeorxia - Ignacio Pardo – Blanca Madison - Inés Rodrígues i Miki Nervio – Terra de Miranda                                                                      |
| Millor comunicador de televisió | Millor muntatge |
| - Alfonso Hermida – En Xogo - Margarita Pazos Barcala – Telexornal – Informativos - Tacho González – Gran Verbena - Yolanda Castaño Pereira – Mercuria | - O lapis do carpinteiro – Guillermo Represa - Blanca Madison – Carlos Amil - As leis de Celavella – Manu Mayo - Rías Baixas – Sandra Sánchez |
| Millor banda sonora | Millor so |
| - As leis de Celavella – Nani García - Blanca Madison – Nani García i Francisco Rosa - As viaxeiras da Lúa – Violia - Terra de Miranda – Piti Sanz | - O agasallo de Silvia – Alberto Beade - Terra de Miranda – Fran Arcay i Rubén Bermúdez - O ladrón de reliquias – Francisco Hermo - As leis de Celavella – Rubén Bermúdez i Víctor Seixo                                                         |
| Millor fotografia/il·luminació | Millor maquillatge i perruqueria |
| - As leis de Celavella – Ricky Morgade - Rías Baixas – Jacobo Martínez - Secuestrados en Xeorxia – Suso Bello - Terra de Miranda – Xosé Manuel Neira i Xosé Manuel Caamaño | - As leis de Celavella – Susana Veira - Terra de Miranda – Ana Muíño i Pablo Lourido - O agasallo de Silvia – Raquel Fidalgo i María Barreiro - Cota Vermella – Raquel Fidalgo i Noelia Arcay - Blanca Madison - Silvia Batlle i Javier Mosteiro |
| Millor producció multimèdia | Millor producció de publicidad |
| - AVG. O Soportal do Audiovisual Galego – Consello da Cultura Galega - Caixa On – Dygra Films - European World Heritage – Tres Deseos Animación S.L. - Marcovigo.com. – Interacción CIM S.L. | - Estrella Galicia – "Voluntarios" – Continental Spot – Imaxe - A todas horas Radio Galega – Adivina Producciones S.L. - Gracias ó voluntariado – I.A.C.E.S.L. – Lúa Films - Pesca, ollo coas tallas – I.A.C.E. S.L. – Lúa Films                 |
| Millor curtmetratge de ficció | Millor curtmetratge d'animació |
| - O derradeiro grolo – Servicios Audiovisuais Galegos, Saga TV S.L. - A Subela – Proavis S.L. - Ansío – E.G.A.C.I. - Lentura – Plácido Baranda Valeiras P.C. | - El señor de los Mosquis – Dygra Films S.L. - A Xaguarana – I.A.C.E. S.L. – Lúa Films - Huevo – Máster en Creación e Comunicación - Prestix – Producións do País de Nunca Máis – Fundación Paideia                                              |
| Millor disseny de vestuari | |
| - As leis de Celavella – Marta Anta i Ruth Díaz - Cota Vermella e Rías Baixas – Carmen Casal - Terra de Miranda – Ruth Díaz i Mari Seoane - Blanca Madison – Xan Cejudo i Ana Costas | |

## Premis especials

### Premi especial José Sellier
- Cineclubes de Pontevedra[4]

### Premi d'Honor Fernando Rey
- Luis Álvarez Pousa

### Premi revelació Chano Piñeiro
- Ricky Morgade